# 福井県立ろう学校
福井県立ろう学校（ふくいけんりつ ろうがっこう）は、福井県福井市幾久町にある県立聾学校。聴覚障害のある幼児・児童・生徒が学ぶ。

## 所在地
- 福井県福井市幾久町2-22

## 設置学部
- 幼稚部
- 小学部
- 中学部
- 高等部
  - 産業工芸科
  - 被服科
- その他
  - 教育相談
  - 通級教室

## アクセス
- 北陸新幹線・ハピラインふくい線・えちぜん鉄道勝山永平寺線 福井駅から、京福バス20・21系統（幾久・新田塚線）、31・32系統（丸岡線）、38系統（大和田大学病院線）「福井トヨペット前」下車。うち31・38系統は福井鉄道福武線・えちぜん鉄道三国芦原線 田原町駅からも利用可。
- E8 北陸自動車道 福井北ICより、主に国道416号経由、約6 km。

## その他
高等部の軟式野球部は1974年に福井県大会を優勝。しかし、福井県高等学校野球連盟は当校を県代表と認めず、北陸地区大会に出場できなかった。このことから全国から抗議が殺到し、日本高等学校野球連盟は特例で全国高等学校軟式野球選手権大会への出場を認め、聾学校チーム初の本大会出場となった。